# 松徨長小蠹
松徨長小蠹（学名：Treptoplaytypus xylographus）为長小蠹蟲科徨長小蠹屬下的一个种。